# To the Sea
To the Sea es el quinto álbum de estudio del cantante y compositor estadounidense Jack Johnson. Fue lanzado el 26 de mayo de 2010 en Japón el 31 de mayo de 2010 en el Reino Unido, y el 1 de junio en Estados Unidos por Universal Republic Records y Brushfire Music Group. El álbum debutó en el puesto número uno en ventas en EE. UU., vendiendo 243.000 copias en su primera semana.

## Lista de canciones
1. "You And Your Heart" – 3:13
2. "To the Sea" – 3:30
3. "No Good with Faces" – 3:31
4. "At or with Me" – 3:58
5. "When I Look Up" – 0:58
6. "From the Clouds" – 3:05
7. "My Little Girl" – 2:21
8. "Turn Your Love" – 3:13
9. "The Upsetter" – 3:50
10. "Red Wine, Mistakes, Apologies" – 4:03
11. "Pictures of People Taking Pictures" – 3:20
12. "Anything but the Truth" – 2:54
13. "Only the Ocean" – 3:40
14. "Better Together" (con Paula Fuga) – 4:15 (Bonus track de iTunes)
15. "What You Thought You Needed" (Live from Yokohama) – 4:17 (Bonus track de la versión japonesa)

## Antecedentes y grabación
El 19 de enero de 2010, Johnson y su banda anunciaron que habían entrado al estudio para comenzar la grabación de su nuevo álbum, y el 1 de febrero de anunciaron que su quinto álbum sería lanzado el 1 de junio y sería seguido por una gira mundial. El álbum fue grabado en un periodo de tres semanas en los dos estudios de Johnson que funcionan a energía solar, The Mango Tree en Hawái y el Solar Powerd Plastic Plant en Los Ángeles. To The Sea fue publicado por la disquera de Johnson, Bushfire Records, y su primer sencillo, You and Your Heart, fue lanzado un poco antes en la radio y en iTunes.

En este álbum, Johnson utilizó más instrumentos que nunca, tales como la guitarra eléctrica, el órgano, el Wurlitzer y el Mellotron. Johnson dijo que el título del álbum (en español, Al Mar) era "una referencia a un padre llevando a su hijo al mar, siendo el agua una representación del subconsciente. Así que se trata de ir por debajo de la superficie y entederse a uno mismo".

## Banda
- Jack Johnson – voces, guitarra, ukulele, mellotron, percusiónn
- Adam Topol – batería, percusión, glockenspiel, coros
- Merlo Podlewski – bajo, percusión, coros
- Zach Gill – piano, wurlizter, melódica, coros, percusión
- Paula Fuga – coros en pistas 5, 8
- G. Love – armónica en 4, 10
- Emmett Malloy – percusión & coros en 10

El álbum fue coproducido por Robert Carranza, Johnson, Podlewski, Gill y Topol, y Carranza.